# John Murray (Cricketspieler, 1935)
John Thomas Murray, MBE (* 1. April 1935 in London, Vereinigtes Königreich; † 24. Juli 2018) war ein englischer Cricketspieler, der zwischen 1961 und 1967 für die englische Nationalmannschaft spielte.

## Kindheit und Ausbildung
Murray wurde als Sohn eines Council-Arbeiters in North Kensington geboren. Er besuchte die St John’s Church of England School in Notting Hill und spielte schon früh Cricket und Fußball. Er entschied sich für Cricket, auch wenn er später ein professionelles Vertragsangebot vom FC Brentford bekam.

## Aktive Karriere
Murray gab sein First-Class-Debüt im Jahr 1052 und spielte in der Folge für Middlesex. Sein Debüt in der Nationalmannschaft erfolgte im Juni 1961 gegen Australien. Er konnte sich im Team als Wicket-Keeper etablieren und sein Spielstil wurde als stilistisch beschrieben. Jedoch fiel er zwischenzeitlich hinter Jim Parks und Alan Knott zurück da er als Batter nicht effektiv genug war und musste um seinen Platz im Team kämpfen. Als Batter konnte er erstmals bei der Tour in Neuseeland im März 1966 herausstechen, als ihm ein fifty über 50 Runs gelang. Im folgenden Sommer folgte dann sein erstes internationales Century im fünften Test gegen die West Indies, als er mit 112 Runs aus 260 Bällen England zum einzigen Sieg der Serie verhalf. Im Jahr darauf gelang ihm ein weiteres Fifty über 77 Runs gegen Indien. Er wurde für die letzte Saison als einer der Wisden Cricketers of the Year ausgezeichnet. Nach der Saison wurde er nicht mehr im Nationalteam eingesetzt und er spielte noch bis zur Saison 1975 für Middlesex. Zu dem Zeitpunkt hielt er mit 1.527 Dismissals den Weltrekord für Wicket-Keeper, den er bis 1983 behielt, als er von Bob Taylor übertroffen wurde.

## Nach der aktiven Karriere
Nach seinem Rückzug vom aktiven Cricket blieb er Middlesex weiter verbunden und übernahm dort administrative Tätigkeiten. Im Jahr 1976 erhielt er für seine Tätigkeiten im Cricket einen MBE. In den folgenden beiden Jahren war er Selektor für das englische Nationalteam. Auch arbeitete er in einem Sportmarketing-Unternehmen und später baute er sein eigenes Sicherheits-Unternehmen auf. Im Juli 2018 besuchte er das Spiel von Middlesex gegen Warwickshire und erkrankte bei diesem. Er verstarb noch am selben Abend.